# アッシュウェイブ
アッシュウェイブ株式会社（英語: achewave Inc.、略称: AW）は、業務改革コンサルティングおよび改革プロジェクトのマネジメント会社である。本社を京都市下京区に置く。
製造業の業務改革（BOM改革）支援に強みを持つ、

## 概説
佐々木幸雄が代表取締役社長を務め、常務取締役には小賀政広が就いている。従業員は、主にコンサルティング、情報技術、製造系の各業界出身者で構成されている。

## 沿革
- 2007年4月 - ネクステック（現・ 経営共創基盤）の子会社として、東京都港区港南にネクステックウェイブ設立。同時に京都市下京区水銀屋町に京都支店を開設
- 2008年
  - 6月 - 本社を東京都品川区南大井に移転
  - 9月 - ネクステックより株式を譲受、独立系企業となる
- 2009年2月 - アッシュウェイブ株式会社に商号変更
- 2012年10月 - 京都支店を京都市下京区童侍者町（綾小路烏丸西入ル）に移転
- 2024年7月 - 本社を京都市下京区童侍者町（京都支店同地）に移転・変更。東京支店を港区芝に移転